# Alf Busk
Alf Busk (ur. 16 kwietnia 1958 w Silkeborg) – duński żużlowiec, występujący również na długim torze.

## Życiorys
Pierwszy znaczący sukces w swojej karierze osiągnął w roku 1973, zwyciężając w Młodzieżowych Indywidualnych Mistrzostwach Danii w kat. 80 cm³, sukces ten powtórzył w roku następnym.
W 1977 r. w Vojens świętował swój największy sukces zostając pierwszym indywidualnym mistrzem świata juniorów. Po sukcesie w Vojens bez trudu znalazł klub w lidze angielskiej, gdzie startował w latach 1977–1985. Najdłużej związał się z zespołem Coventry Bees, startując tam przez 6 sezonów (1977–1982). Obecnie tuner motocykli żużlowych.
W 1979 r. wystąpił w finale indywidualnych mistrzostw świata na długim torze, zajmując w Mariańskich Łaźniach XV miejsce.

## Przynależność klubowa
Wielka Brytania
- Coventry Bees (1977–1978)
- Coventry Bees (1980–1982)
- Swindon Robins (1983–1984)
- Sheffield Tigers (1985)

## Osiągnięcia
Młodzieżowe indywidualne mistrzostwa Danii w kat. 80 ccm
- 1973 – 1. miejsce
- 1974 – 1. miejsce

Indywidualne mistrzostwa świata juniorów
- 1977 –  Vojens – złoty medal – 9 pkt → wyniki